# Adetus pisciformis
Adetus pisciformis es una especie de escarabajo del género Adetus, familia Cerambycidae. Fue descrita científicamente por Thomson en 1868.
Habita en Guatemala y México. Los machos y las hembras miden aproximadamente 9,5-11 mm. El período de vuelo de esta especie ocurre en el mes de julio.  